# 犯罪予告
犯罪予告（はんざいよこく）とは、法に触れる行為を行う旨を予告することである。犯行予告（はんこうよこく）ともいう。
例えば、場所・日時などを特定した爆破予告(bomb threat)や、個人名などを名指しした上での殺害予告(death threat）などがある。脅迫状とも重なる部分があるが、予告者による触法行為の実行におよぶ可能性の大小や、その停止と引き換えの要求の有無などの要素が、多少異なる。

## 犯罪予告と刑罰
通常は脅迫罪に問われるが、爆破予告や無差別殺傷予告の場合、脅迫の対象が広範囲に及ぶため、警察や対象とされた機関への業務妨害などに問われることもある。詳細に分けると以下のようになる。以下は予告を実行しない場合も犯罪に問われる。
- 特定の個人を脅迫した場合 - 脅迫罪[1]
- 義務のないことを行わせるまたは権利を侵害させた場合 - 強要罪
- 嘘の情報などを用いて業務を妨害した場合 - 偽計業務妨害罪[1]
- 暴力的な表現を用いて業務を妨害した場合 - 威力業務妨害罪[1]
- 特定の団体がテロを予告した場合 - 破壊活動防止法違反
- 上記4項目に当てはまらなくても、悪戯目的でやった場合 - 軽犯罪法違反（業務妨害）

最近では、予告によって警備を増強せざるを得なくなったとして、警察に対する偽計業務妨害の容疑で逮捕される例も増えている。また、実在しない場所に対する予告や、犯罪予告であるかのように誤読させるといった、文面どおりに読むと実行不可能、または意味がない場合でも罪に問われることがある。

## 日本における歴史

### インターネット普及以前
インターネット普及以前は、相手方に手紙を送りつけたり電話を掛けるなどして害悪を告知し、脅迫罪に問われた事例が多い（口頭での害悪告知が脅迫罪に問われた事例も多いが、「犯罪予告」の範疇からは外れるものと考える）。
脅迫罪の成立が肯定された例
政治問題について二派の抗争が熾烈になっている時期に、一方の派の中心人物宅に現実の出火もないのに、「出火御見舞申上げます、火の元に御用心」という趣旨の文面の葉書を送付する行為。
脅迫罪の成立が否定された例
「人殺し、売国奴、貴様に厳烈な審判が下されるであろう」と葉書で告知する行為。文面が婉曲であり、何人の手によって害悪が加えられるか全く不明確であるため（名古屋高判昭和45年10月28日刑月2巻10号1030頁）。

### インターネット普及後
インターネットが普及すると、掲示板サイト、ウィキサイト、SNSなどで犯罪予告が書き込まれる事例が増え、逮捕者も続出している。容疑者は、警察の依頼等でサーバが開示したIPアドレスと、インターネットサービスプロバイダが所有する住所・氏名などの情報から特定される。他人の無線LANからアクセスした書き込みで逮捕されるケースもある。
大きな事件があると、2ちゃんねるやSNSなどに頻繁に書き込まれている殺害・襲撃予告と事件の関連性を関係機関がチェックしているとされる他、警察庁のサイバーフォースが定期的に検索を掛けるようになった。この検索を逃れるために「殺す」を「投す」、「頃（ころ）す」、「56す」などと当て字にしたり伏せ字にして書き込む者も現れているが、文章内容から殺害予告と判定されることが殆どである。
爆破予告にはTorや匿名VPNなどが利用されることがあるが、そうした場合は通常の捜査よりも難航し、数億行の通信履歴（ログ）を調べて供述と記録を一つ一つ照らし合わせることが行われることや、海外に捜査協力を依頼することが必要になる。国際捜査の際には、外務省を通じた外交ルート、法務省と国家公安委員会を通す中央当局ルート、国際刑事警察機構といったルートがある。こうした国際捜査は手続きだけで数ヶ月かかり、回答すら得られないことも珍しくなく、実際に警察庁のまとめでは、2018年に日本の捜査機関が海外に捜査協力を依頼した180件のうち受理数は94件であった。
2012年以降は、2ちゃんねるで炎上した特定の弁護士を名乗った爆破予告や、当該弁護士に対する100万回に達するともいわれている殺害予告で逮捕者が出ており、逮捕後には「理由を聞いてもまともに答えない」「投稿をすると嫌なことを忘れられる」などの回答があったが必ず謝罪が行われ、罪悪感からその後には自傷行為や自殺などを行った犯人もいた。

## 日本での事例
2008年（平成20年）6月8日の秋葉原通り魔事件でも携帯サイトの電子掲示板で予告が行われており、犯行直前までの経過が詳細に実況されていた。この事件以後に同様の通り魔事件が多発したことや、犯罪予告そのものが増加したことにより、犯罪予告への対処が社会全体で重要視されるようになり、いたずら目的も含めて厳重に処罰されるようになった。事件後の3か月間で66人が逮捕されている。6月11日には総務大臣増田寛也が犯罪予告の検知を目的としたシステムを開発する意向を示したが、その翌日には矢野さとるによる犯罪予告情報共有サイト「予告.in」が公開された。警察当局は「犯罪予告を閲覧したら110番通報するよう」に、掲示板運営者を通じて呼びかけている。一方で、「予告.in」の体質（受け入れるだけ受け入れて、あとは何もしないなど）、行き過ぎて言葉狩りへと発展している、などの批判もある。
殺害予告や襲撃予告に限らず、多種多様な犯罪予告がなされている。たとえば、2010年1月には、「ズボンをはかずにJR山手線に乗ろう。10日午後1時に大塚駅に集合」と呼びかける檄文が、インターネット上に書き込まれた（公然わいせつの予告）。この事態を受け、巣鴨警察署では厳戒態勢を敷き、署長が自ら指揮杖を執り、60名あまりの警察官を率いて巣鴨駅を警戒する騒動となった。
2012年には何者かが他人のPCをボットウイルスによって操り犯罪予告を行うパソコン遠隔操作事件が起こった。
毎年1月の大学入学共通テストの時期になると、「明日はJK（女子高校生）を痴漢しまくっても通報されない日です」などと受験生を標的とする犯罪予告が多発している。これは、試験に遅刻できないと考える受験生が多いため通報されないと見込んでのものであり、2020年には悪辣な書き込みが1,000件以上確認されている。

## 海外での事例
英語圏でも似たような概念は存在し、それらは殺しの脅迫(英語版)、殺人脅迫などと訳される。
オバマ大統領暗殺投票
アメリカでは、2009年9月28日、SNSのFacebookにてバラク・オバマ大統領を暗殺すべきか問うオンライン投票が実施されていたことが判明し、シークレットサービスが捜査に乗り出す事態にまで発展した。捜査の結果、未成年者による作成だとわかったが、シークレットサービスは作成者と両親を刑事罰に問わないこととした。
2023年の韓国
7月の刃物を振り回す事件以降から約1か月で犯行予告を行った投稿から59人を摘発したと発表した。